# Gustaf Anrep (1616–1666)
Gustaf Anrep, född 17 juni 1616 på Åkerby, Knista socken, död 14 augusti 1666 på Åkerby, var en svensk militär och godsägare.

## Biografi
Han var son till Reinhold Anrep af Soor och Dorothea von Tiesenhausen. Han var gift med   Christina Siöblad (1620-1671) som var dotter till militären Anders Nilsson Siöblad (1580-1650). Paret fick sex barn varav Gustaf (1650-1700) och Reinhold Anrep (1652-1686) blev militärer.
Anrep blev student vid Uppsala universitet 1628. Han blev löjtnant vid Närkes och Värmlands regemente och kapten där 1637. Vid mönstringen 1641 blev han chef för ett kompani närkingar av Johan Gordons regemente, och 1643 var han placerad i Stettin. Han var regementskvartermästare vid Närkes och Värmlands regemente 1645-1650 och blev major 1654 samt överstelöjtnant. I brev 1658 skriver riksrådet  Gustaf Otto Stenbock att Anrep är af sjukdom hindrad att följa med ut i fält och tror derför, att han kommer att söka afsked, och han erhöll avsked för sjukdom efter 9 april 1658. Han bytte 1645 bort sitt manslänsgods Soor i Lude socken i Livland mot Lekeberga, vilken egendom förut ägts av hans mors släkt von Tiesenhausen.
Vid Lekeberga lät han uppföra ett nytt corps-de-logis i stället för det gamla, där hertig Karl, flera gånger gästat under sina  resor till sitt hertigdöme i Närike och Värmland. Som gårdsägare drev han Åkerby och Lekeberga, Knista socken samt Skärsjöhult i Älmeboda socken. Han var naturaliserad svensk adelsman och introducerades 1635 under nummer 236. Anrep ligger begraven i en kopparkista i Kils kyrka. I kyrkans södra korsarm finns en snidad och målad vapensköld med ätten Anreps sköldmärke med en mankam. I tornet finns 16 begravningsvapen för släkten Anrep. Släkten Anrep äger även en gravkammare under södra korsarmen.